# El Naranjal, Huejutla de Reyes
El Naranjal är en ort i Mexiko.   Den ligger i kommunen Huejutla de Reyes och delstaten Hidalgo, i den sydöstra delen av landet, 190 km norr om huvudstaden Mexico City. El Naranjal ligger 381 meter över havet och antalet invånare är 297.
Terrängen runt El Naranjal är huvudsakligen kuperad, men åt sydväst är den bergig. Runt El Naranjal är det ganska tätbefolkat, med 248 invånare per kvadratkilometer. Närmaste större samhälle är Huejutla de Reyes, 13,4 km nordost om El Naranjal. I omgivningarna runt El Naranjal växer i huvudsak städsegrön lövskog.